# Веселі Жабокричі
«Веселі Жабокричі» (рос. «Весёлые Жабокричи») — український художній фільм 1972 року режисера Віктора Іванова, знятий за мотивами класичних українських комедій Марка Кропивницького, Василя Гоголя, Івана Котляревського та Степана Васильченка.
Фільм розповідає про життя і звичаї українського села в царські часи. Сільський старшина, після важкого запою, заборонив молоді збиратися вечорами на гуляння. Але саме ввечері повинно статися перше побачення Оленки та Тиміша. Кмітливі парубки та дівчата вирішили допомогти закоханим і так напоїти старшину, щоб він забув про свою заборону.
Фільм вийшов у прокат в УРСР 16 липня 1973 року.
Знімали фільм у старовинному селищі Циблі, розташованому у Бориспільському району Київської області.

## Сюжет

Постер 1972 року для прокату у УРСР зроблений художником Володимиром Решетовим

Сільський старшина Василь бачить сон про те, як його мучать чорти в пеклі. Прокинувшись, він страждає від похмілля й помічає, що втратив лік дням. Василя дратують співи хлопців, які йшли на вечорниці, він забороняє їм зустрічатися з дівчатами. Тим часом молодий чоловік Чупрун спить, вдаючи хворого, поки його дружина Парася виконує всю хатню роботу.
Парася приходить до старшини, який пристає до неї, а потім те саме робить писар Фінтик, який прийшов роз'яснити листа. Хлопці вирішують споїти Василя та присилають до нього тітку Риндичку з горілкою. Через грубе ставлення Риндичка проклинає Василя, який так напився, що не розуміє де він.
Парася відправляє свого чоловіка на полювання, коли її відвідує писар, щоб продовжити залицяння. Але до хати приходить солдат Петро, вимагаючи нагодувати його. Він лягає спати на печі, але насправді підслуховує, що діється навколо. Слідом приходить дяк Сидір, злякавши писаря, якого Парася ховає під піччю. Раптом приходить хтось іще, і Парася ховає Дяка в ступі. Та це прийшов п'яний Василь. Солдат вирішує прикрити Парасю і вдає, що він чарівник (сцена нагадує аналогічну з п'єси «Москаль-чарівник»): наказує Парасі дістати різні речі, залишені іншими чоловіками, а потім «чорта» в подобі Фінтика. Здогадавшись, що він там робив, Чупрун проганяє писаря й дяка. Парася каже, що зумисне запросила їх, аби розпалити в Чупруна ревнощі і він звернув увагу на Парасю. Наостанок солдат виводить Василя, який ледве розуміє, що відбувається.
Ввечері молодь збирається на вечорниці, дівчина Оленка хоче туди піти, але її не пускає батько Савка. Її коханий Тиміш вмовляє батьків Оленки пустити її погуляти. Коли Савка відмовляє, Тиміш підмовляє Петра, щоб він повідомив Савці «указ» пустити Оленку. Той врешті погоджується. Риндичка пригадує як була дівчиною та каже, що тоді вечорниці були кращі.

## Акторський склад
- Микола Гриценко — Василь Миронович, старшина
- Лілія Гриценко — Риндичка, стара жінка
- Георгій Єпіфанцев — Чупрун, чоловік Парасі
- Лідія Бєлозьорова (в титрах Лідія Вакула) — Парася, дружина Василя
- Микола Яковченко — сторож
- Павло Загребельний — Савка, батько Оленки
- Надія Ізюмська — Оленка, молода дівчина
- Володимир Кошель — Тиміш, коханий Оленки
- Валентина Івашова — Василина, дружина Савки
- Володимир Кашпур — солдат Петро
- Микола Невидничий — Сидір Гаврилович, дяк
- Володимир Круглов — Фінтік, писар
- Костянтин Єршов — свідок
- Андрій Подубинський — музика (в титрах немає)
- Анатолій Переверзєв — музика (в титрах немає)

## Знімальна група
- Режисер: Віктор Іванов
- Сценарист: Віктор Іванов
- Оператор: Михайло Іванов
- Композитор: Борис Буєвський
- Художник: Йосип Юцевич
- Звукооператор: Костянтин Коган
- Монтаж: Таїса Кряченко